# All the way
「all the way」（オール・ザ・ウェイ）は、2003年6月18日にポニーキャニオンから発売された下川みくにの9作目のシングル。

## 概要
A面曲「all the way」は、テレビアニメ『キノの旅』（WOWOWノンスクランブル放送）のオープニングテーマとなった。他2曲は下川自身の作詞によるもので、「POPCORN」は、先に2002年9月19日に発売された『392 〜mikuni shimokawa BEST SELECTION〜』の2曲目に収録された同じ曲のシングルカットで、「single version」として収録されている。

## 収録曲
1. all the way [4:33]
作詞：何茶李、作曲・編曲：Sin
2. Again [4:44]
作詞：下川みくに、作曲：オオヤギヒロオ、編曲：清水俊也
3. POPCORN（single version） [3:44]
作詞：下川みくに、作曲：ab:fly、編曲：関淳二郎
4. all the way（instrumental） [4:33]

## 収録アルバム
all the way
- キミノウタ（2004年11月24日発売）
- Mikuni Shimokawa Singles & Movies（2005年8月18日発売）
- Reprise 〜下川みくにアニソンベスト〜（2007年12月19日発売）- Disc2に収録

Again
- 9 -Que!!- 下川みくにセルフカバーアルバム（2008年3月19日発売）